# Trapezoedru tetragonal
În geometrie un trapezoedru tetragonal este un romboedru (un poliedru tridimensional cu fețe în formă de romboizi) în care, în plus, toate fețele sunt congruente. Având opt fețe, este un octaedru neregulat. Este tranzitiv pe fețe.
Este al doilea dintr-o serie infinită de trapezoedre, care sunt dualele antiprismelor, fiind dualul antiprismei pătrate.  Ca urmare, poate fi descris prin simbolul Conway dA4. 

## La generarea rețelelor
La simulări tridimensionale prin metoda elementelor finite, pornind de la forma dată a domeniului modelat este mai simplu de discretizat domeniul⁠(d) cu tetraedre, dar o rețea cu hexaedre este preferabilă. Algoritmii de transformare a rețelei obținute sunt testați cu forme standard. Forma de trapezoedru tetragonal este cea folosită, simplificând un caz de testare anterior propus de matematicianul Robert Schneiders sub forma unei piramide pătrate cu frontiera sa subdivizată în 16 patrulatere. În acest context trapezoedrul tetragonal a fost numit și octaedru cubic, octaedru cvadrilateral, sau ax octogonal, deoarece are opt fețe patrulatere și este definit în mod unic drept poliedru combinatoric prin această proprietate. Adăugarea la octaedrul cubic a patru cuboizi ar da și o rețea pentru piramida lui Schneiders. Ca poliedru simplu conex cu un număr par de fețe patrulatere, octaedrul cubic poate fi descompus în cuboizi topologici cu fețe curbe care se întâlnesc față la față fără a subdiviza patrulaterele care le mărginesc, iar astfel se poate construi o rețea explicită de acest tip. Totuși, nu este clar dacă se poate obține o descompunere de acest tip în care toți cuboizii sunt poliedre convexe cu fețe plane.

## Mărimi asociate

### Unghi diedru
Unghiul diedru al unui trapezoedru tetragonal cu toate unghiurile diedre egale este:
{\displaystyle \delta =\arccos \left(-{\frac {1}{7}}(2{\sqrt {2}}-1)\right)\,\approx 105,141508^{\circ }}
Dacă z este latura poliedrului dual (antiprisma pătrată), atunci mărimile asociate sunt date de relațiile următoare:

### Lungimile laturilor
Latura scurtă, a, are lungimea:
{\displaystyle a={\sqrt {{\sqrt {2}}-1}}\,z\approx 0,643594\,z.}
Latura lungă, b2, are lungimea:
{\displaystyle b={\frac {1}{2}}{\sqrt {2(1+{\sqrt {2}})}}\,z\approx 1,098684\,z.}

### Volum
Volumul este:
{\displaystyle V={\frac {1}{3}}{\left(4+3{\sqrt {2}}\right)}\,z^{3}\approx 0,957000\,z^{3}=3,589843\,a^{3}.}

## Poliedre înrudite

### Poliedru dual
Dualul trapezoedrului tetragonal este antiprisma pătrată.

### Pavare sferică
Trapezoedrul hexagonal există și ca pavare sferică, cu 2 vârfuri la poli și vârfuri alternante la distanță egală deasupra și sub ecuator. 
|                          |        |        |        |       |         |         |          |          |
|                          |        |        |        |       |         |         |          |          |
| {6,2}                    | t{6,2} | r{6,2} | t{2,6} | {2,6} | rr{6,2} | tr{6,2} | sr{6,2}  | s{2,6}   |
| Dualele celor de mai sus |        |        |        |       |         |         |          |          |
|                          |        |        |        |       |         |         |          |          |
| V62                      | V122   | V62    | V4.4.6 | V26   | V4.4.6  | V4.4.12 | V3.3.3.6 | V3.3.3.3 |

| Nume trapezoedru   | Trapezoedru digonal (tetraedru) | Trapezoedru trigonal | Trapezoedru tetragonal | Trapezoedru pentagonal | Trapezoedru hexagonal | Trapezoedru heptagonal | Trapezoedru octogonal | Trapezoedru decagonal | Trapezoedru dodecagonal | ...          | Trapezoedru apeirogonal |
| ------------------ | ------------------------------- | -------------------- | ---------------------- | ---------------------- | --------------------- | ---------------------- | --------------------- | --------------------- | ----------------------- | ------------ | ----------------------- |
| Imagine            |                                 |                      |                        |                        |                       |                        |                       |                       |                         | ...          |                         |
| Pavare sferică     |                                 |                      |                        |                        |                       |                        |                       |                       |                         | Pavare plană |                         |
| Configurația feței | V2.3.3.3                        | V3.3.3.3             | V4.3.3.3               | V5.3.3.3               | V6.3.3.3              | V7.3.3.3               | V8.3.3.3              | V10.3.3.3             | V12.3.3.3               | ...          | V∞.3.3.3                |

Trapezoedrul tetragonal este primul dintr-o serie de poliedre duale snub și pavări cu configurația feței V3.3.4.3.n.
| Variante de pavări snub cu simetrie 4n2: 3.3.4.3.n | Variante de pavări snub cu simetrie 4n2: 3.3.4.3.n | Variante de pavări snub cu simetrie 4n2: 3.3.4.3.n | Variante de pavări snub cu simetrie 4n2: 3.3.4.3.n | Variante de pavări snub cu simetrie 4n2: 3.3.4.3.n | Variante de pavări snub cu simetrie 4n2: 3.3.4.3.n | Variante de pavări snub cu simetrie 4n2: 3.3.4.3.n | Variante de pavări snub cu simetrie 4n2: 3.3.4.3.n | Variante de pavări snub cu simetrie 4n2: 3.3.4.3.n |
| Simetrie 4n2                                       | Sferică                                            | Sferică                                            | Euclidiană                                         | Hiperbolice compacte                               | Hiperbolice compacte                               | Hiperbolice compacte                               | Hiperbolice compacte                               | Paracomp.                                          |
| Simetrie 4n2                                       | 242                                                | 342                                                | 442                                                | 542                                                | 642                                                | 742                                                | 842                                                | ∞42                                                |
| -------------------------------------------------- | -------------------------------------------------- | -------------------------------------------------- | -------------------------------------------------- | -------------------------------------------------- | -------------------------------------------------- | -------------------------------------------------- | -------------------------------------------------- | -------------------------------------------------- |
| Figuri snub                                        |                                                    |                                                    |                                                    |                                                    |                                                    |                                                    |                                                    |                                                    |
| Config.                                            | 3.3.4.3.2                                          | 3.3.4.3.3                                          | 3.3.4.3.4                                          | 3.3.4.3.5                                          | 3.3.4.3.6                                          | 3.3.4.3.7                                          | 3.3.4.3.8                                          | 3.3.4.3.∞                                          |
| Figuri giro                                        |                                                    |                                                    |                                                    |                                                    |                                                    |                                                    |                                                    |                                                    |
| Config.                                            | V3.3.4.3.2                                         | V3.3.4.3.3                                         | V3.3.4.3.4                                         | V3.3.4.3.5                                         | V3.3.4.3.6                                         | V3.3.4.3.7                                         | V3.3.4.3.8                                         | V3.3.4.3.∞                                         |

## În artă
Un trapezoedru tetragonal apare în stânga sus ca una dintre „stelele” poliedrice în xilogravura Stele⁠(d) a lui M.C. Escher din 1948.